# Der kleine Ritter Trenk
Der kleine Ritter Trenk ist eine deutsche Zeichentrickserie aus dem Jahr 2011 mit bisher 26 Episoden, die auf dem gleichnamigen Kinderbuch von Kirsten Boie basiert und erstmals bei KiKA ausgestrahlt wurde. Die Regie führte Eckart Fingberg, Jens Maria Merz schrieb das Drehbuch.

## Handlung
Der Bauer Haug Tausendschlag hat wie viele andere Bauern im Land unter der Herrschaft ihres Grundherren, des Ritters Wertolt, dem Wüterich, sehr zu leiden. Als er wieder einmal ungerechtfertigt in den Kerker muss, hält es sein Sohn Trenk nicht mehr aus und verlässt das Haus in der Nacht. Zusammen mit seinem Ferkelchen beschließt er, in die Stadt zu ziehen. Nach dem Rechtsbrauch „Stadtluft macht frei!“ wäre er ein freier Mensch, sollte es ihm gelingen, ein Jahr in der Stadt zu leben, ohne von Wertolts Häschern geschnappt zu werden. Zufällig begegnet er dem Ritter Dietz von Durgelstein, dessen Sohn Zink eine Ritterausbildung bei Dietz’ Schwager Ritter Hans beginnen soll. Da dieser dafür jedoch zu ängstlich ist, tauschen er und Trenk die Rollen, sodass dieser nun als Page auf Burg Hohenlob tätig ist.

## Hauptcharaktere
Trenk Tausendschlag: Der junge Bauernsohn kann die Grausamkeit von Ritter Wertolt nicht mehr ertragen und versucht, seine Familie durch das Stadt-Gesetz zu retten. Nun gibt er sich als Neffe von Ritter Hans aus, um ein Ritter zu werden. Trenk ist sehr fleißig und gutherzig.
Ferkelchen: Das kleine Ferkel ist Trenks Haustier. Trenk nahm es mit sich, damit es nicht von Wertolts Leuten konfisziert würde. Durch seine neugierige Art ist das Tier manchmal etwas störend, aber dennoch ein treuer Begleiter.
Momme Mumm: Als Trenk ihm das erste Mal begegnete, dachte er, Momme Mumm wäre ein Mädchen. In Wahrheit ist dieser jedoch ein Gaukler, der Zaubertricks und Illusionen vortrefflich beherrscht. Da Mädchen zu dieser Zeit nicht auftreten durften, verkleidet Momme sich manchmal. In Notzeiten kann Trenk immer auf ihn und dessen Gauklerfreunde zählen.
Thekla: Die Tochter von Ritter Hans und nach dessen Glauben Trenks Cousine. Sie durchschaut Trenk, verrät ihn aber nicht, wenn er ihr dafür beibringt, ein Ritter zu werden. Thekla sollte eigentlich lernen, Suppe zu kochen, Harfe zu spielen und zu sticken, doch sie wäre lieber ein Ritter. Thekla ist gut darin, mit der Schleuder Erbsen zu verschießen.
Ritter Hans von Hohenlob: Ritter Hans ist das absolute Gegenteil von Ritter Wertolt. Er ist etwas beleibt, zerstreut, aber auf jeden Fall ein herzensguter Mensch. Sein Page Trenk ist ihm sehr wichtig und er hält sehr viel von ihm.
Ritter Wertolt, der Wüterich: Er bezeichnet sich gerne als Wertolt, der Edle, was seinen Taten jedoch widerspricht. Während seine Bauern kaum etwas zu essen haben, lebt er auf seiner Burg in Luxus und verlangt von ihnen Abgaben, die sie sich überhaupt nicht leisten können. Dies kümmert ihn jedoch überhaupt nicht und er lässt sie dafür auch auspeitschen, was den Beinamen von Trenks Vater Tausendschlag erklärt. Wertolt hat es vor allem auf die Ländereien von Ritter Hans abgesehen und versucht alles, um ihn beim Fürsten in Ungnade zu bringen, was Trenk jedoch immer verhindern kann.

## Unterschiede zum Buch
Neben einigen Episoden, deren Handlung speziell für die Serie geschrieben wurden, wurden auch einige Stellen aus dem Buch etwas abgeändert. So werden im Buch fünfzehn Räuber von Ritter Hans als Burgsoldaten eingestellt, während in der Serie ihre Zahl auf drei zusammenschrumpft. Die zwei begriffsstutzigen Helfer von Ritter Wertolt werden im Buch überhaupt nicht erwähnt, und sein Knappe spielt keine große Rolle.

## Episoden
Die Serie fing bei KiKA am 7. April 2011 mit der ersten Staffel an. Am 31. Mai 2012 startete die zweite Staffel. Inzwischen gibt es vier ergänzende Filme.

### Staffel 1
- 1. Aufbruch in der Nacht; 7. April 2011
- 2. Der Ferkeltrick; 8. April 2011
- 3. Überfall auf die Burg; 9. April 2011
- 4. Die Räuberfalle; 10. April 2011
- 5. Das Heiratsversprechen; 11. April 2011
- 6. Diebesjagd; 12. April 2011
- 7. Gauklerspiele; 13. April 2011
- 8. Heimliche Heimkehr; 14. April 2011
- 9. Der Minnewettstreit; 15. April 2011
- 10. Die Prophezeiung; 16. April 2011
- 11. Drachenfeuer; 17. April 2011
- 12. Der Hexentrank; 18. April 2011
- 13. Das große Turnier; 19. April 2011

### Staffel 2
- 14. Thekla wird entführt; 31. Mai 2012
- 15. Verrat im Kloster; 1. Juni 2012
- 16. In der Bärenfalle; 2. Juni 2012
- 17. Der Pagenwettstreit; 3. Juni 2012
- 18. Der Heilige Kelch; 4. Juni 2012
- 19. Burgherr für eine Nacht; 5. Juni 2012
- 20. Ferkelchen in Gefahr; 6. Juni 2012
- 21. Ein Freund am Pranger; 7. Juni 2012
- 22. Der falsche Bauernsohn; 8. Juni 2012
- 23. Mia Mina in Not; 9. Juni 2012
- 24. Angriff auf Hohenlob; 10. Juni 2012
- 25. Im Drachenwald; 11. Juni 2012
- 26. Das Versprechen des Fürsten; 12. Juni 2012

### Filmfassungen
- 1. Auf zur Burg Hohenlob!; 22. April 2011
- 2. Auf Lanzenkampf komm raus!; 25. April 2011
- 3. Räuber, Gaukler, Hexentrank; 8. April 2012
- 4. Ritter Trenk; 18. November 2016

## Produktion und Veröffentlichung
Die Serie wurde von blue eyes Fiction, WunderWerk und dem ZDF produziert, Regie führte Eckart Fingberg. Jens Maria Merz schrieb das Drehbuch und die Musik wurde komponiert von Sebastian Horn und Leonhard Schwarz. Gedreht wurde vom 16. Mai 2009 bis zum 31. Dezember 2010 in Hamburg, München und Singapur. Die Erstausstrahlung der ersten Staffel fand vom 7. April bis zum 19. April 2011 beim KiKA statt. Es folgten Wiederholungen beim gleichen Sender und im Programm des ZDF. Die Folgen erschienen auf DVD bei Universum Film.